# Sredeț, Stara Zagora
Sredeț (în bulgară Средец) este un sat în comuna Opan, regiunea Stara Zagora,  Bulgaria.

## Demografie
Componența etnică a satului Sredeț
     Turci (1,11%)
     Bulgari (94,07%)
     Nicio identificare (4,81%)
     Altele (0%)
La recensământul din 2011, populația satului Sredeț era de 270 locuitori. Din punct de vedere etnic, majoritatea locuitorilor (94,07%) erau bulgari, cu o minoritate de turci (1,11%). Pentru 4,81% din locuitori nu este cunoscută apartenența etnică.